# VV Rheden in het seizoen 1956/57
Het seizoen 1956/1957 was het tweede jaar in het bestaan van de Rhedense betaaldvoetbalclub Rheden. De club kwam uit in de Tweede divisie A en eindigde daarin op de tweede plaats. Tevens deed de club mee aan het toernooi om de KNVB beker, hierin werd de club in de vierde ronde uitgeschakeld door ADO (2–4).

## Wedstrijdstatistieken

### Tweede divisie A
|       | Be Quick | Enschedese Boys | Go Ahead | Heerenveen | Heracles | Leeuwarden | Oldenzaal | Oosterparkers | PEC   | Tubantia | Veendam | Velocitas | Zwartemeer | Zwolsche Boys |
| ----- | -------- | --------------- | -------- | ---------- | -------- | ---------- | --------- | ------------- | ----- | -------- | ------- | --------- | ---------- | ------------- |
| Thuis | 1 – 0    | 3 – 1           | 3 – 3    | 2 – 1      | 2 – 1    | 1 – 1      | 2 – 4     | 3 – 1         | 3 – 2 | 1 – 0    | 2 – 1   | 2 – 0     | 4 – 2      | 3 – 1         |
| Uit   | 1 – 1    | 2 – 3           | 0 – 3    | 0 – 5      | 1 – 1    | 3 – 3      | 1 – 1     | 1 – 4         | 5 – 3 | 2 – 3    | 4 – 2   | 5 – 2     | 1 – 1      | 2 – 0         |

### KNVB beker
| 1e ronde                                                    | WVC                                  | 4 – 5 (4 – 1) | Rheden                                                   |
| 19 augustus 1956 Plaats: Winterswijk Sportpark De Morgenzon | Polak 9' Liet Reessink Ribbink       |               | –' (pen.) Wim Zinnemers Ben Zweers –', –', –' Bosveld    |
| 2e ronde                                                    | Vitesse                              | 1 – 3 (0 – 2) | Rheden                                                   |
| 16 september 1956 Plaats: Arnhem Nieuw-Monnikenhuize        | Ad van Lent 68'                      |               | 30', 32', 81' Ben Zweers                                 |
| 3e ronde                                                    | NOAD                                 | 0 – 0         | Rheden                                                   |
| 26 december 1956 Plaats: Tilburg Industriestraat            |                                      |               |                                                          |
| 4e ronde                                                    | Rheden                               | 2 – 4 (1 – 0) | ADO                                                      |
| 3 maart 1957 Plaats: Rheden Thomassen-terrein               | Joop Donderwinkel 25' Ap Bosveld 70' |               | 55', 80' Theo Timmermans 85' Lex Rijnvis 90' Mick Clavan |

## Statistieken Rheden 1956/1957

### Eindstand Rheden in de Nederlandse Tweede divisie A 1956 / 1957
| Stand | Gespeeld | Gewonnen | Gelijk | Verloren | Punten | Doelpunten voor | Doelpunten tegen |
| ----- | -------- | -------- | ------ | -------- | ------ | --------------- | ---------------- |
| 2e    | 28       | 16       | 7      | 5        | 39     | 64              | 46               |

### Topscorers
| #              | Naam                  | Goal |
| -------------- | --------------------- | ---- |
| 1.             | Ben Zweers            | 17   |
| 2.             | Piet Wijnholts        | 16   |
| 3.             | Ap Bosveld            | 14   |
| 4.             | Joop Donderwinkel     | 11   |
| 5.             | Hans Kool             | 2    |
| 6.             | Aalders               | 1    |
| 6.             | Bosveld               | 1    |
| 6.             | Gerrit Liet           | 1    |
| Eigen doelpunt |                       |      |
| 1.             | Wim Assink (Tubantia) | 1    |
| Totaal         | Totaal                | 64   |

| #      | Naam              | Goal |
| ------ | ----------------- | ---- |
| 1.     | Ben Zweers        | 4    |
| 2.     | Bosveld           | 3    |
| 3.     | Ap Bosveld        | 1    |
| 3.     | Joop Donderwinkel | 1    |
| 3.     | Wim Zinnemers     | 1    |
| Totaal | Totaal            | 10   |